# Liga EBA 1994-95
La temporada 1994-95 fue la primera edición de la Liga Española de Baloncesto Aficionado (Liga EBA) y se creó como sucesora de la Primera División a la que sustituyó, por tanto ocupaba el segundo escalón jerárquico de ligas de baloncesto de España tras la Liga ACB.
La categoría se organizó con 56 equipos seleccionados por la FEB entre las solicitudes, incluyendo los equipos de Primera División, Segunda División y clubs de nueva creación.

## Formato
- Liga regular: los 56 equipos participantes fueron divididos en cuatro conferencias por proximidad geográfica, con 14 equipos en cada una, con una liga a doble vuelta en 26 jornadas. 
  - Conferencia Norte: Asturias, Cantabria, Castilla y León, Galicia y País Vasco.
  - Conferencia Este: Aragón, Cataluña, Comunidad Valenciana (excepto Alicante) e Islas Baleares.
  - Conferencia Centro: Castilla-La Mancha, Comunidad de Madrid y Extremadura.
  - Conferencia Sur: Andalucía, Canarias y la provincia de Alicante.
- Fase de clasificación: los seis primeros de cada conferencia se clasificaron para esta fase, creándose cuatro grupos de seis equipos (2 grupos con 3 equipos de la  Conferencia Norte y 3 de la Conferencia Este y otros 2 grupos con 3 equipos de la Conferencia Centro y 3 de la Conferencia Sur). Todos contra todos a doble vuelta, arrastrando los partidos entre equipos del mismo grupo. Los dos primeros de cada grupo se clasificarían para la fase final.
- Fase de permanencia: los seis últimos dentro de cada conferencia disputaron un playoff de permanencia al mejor de 5 encuentros (9.º contra 14.º, 10.º contra 13.º y 11.º contra 12.º). Los perdedores descenderían a Segunda División.
- Fase final: los ocho equipos clasificados tras la fase de clasificación, disputaron los playoffs de ascenso en formato de eliminatorias a un solo partido en concentración en una sede, en cuartos, semifinal y final. Los dos equipos finalistas ascenderían a la liga ACB.

## Liga regular

### Conferencia Norte
|    | Equipo                   | J  | G  | P  | PF   | PC   | DP   | Puntos |
| -- | ------------------------ | -- | -- | -- | ---- | ---- | ---- | ------ |
| 1  | Trébol Gijón             | 26 | 21 | 5  | 2239 | 1982 | 257  | 47     |
| 2  | Vino de Toro             | 26 | 20 | 6  | 2116 | 1860 | 256  | 46     |
| 3  | Bilbao Patronato         | 26 | 19 | 7  | 2034 | 1966 | 68   | 45     |
| 4  | Leymakao Coruña          | 26 | 16 | 10 | 1959 | 1887 | 72   | 42     |
| 5  | Caja Cantabria           | 26 | 16 | 10 | 2092 | 1965 | 127  | 42     |
| 6  | Concello de Portas       | 26 | 14 | 12 | 1987 | 1939 | 48   | 40     |
| 7  | Señorío de Zuasti        | 26 | 14 | 12 | 2003 | 1976 | 27   | 40     |
| 8  | Askatuak Easo            | 26 | 13 | 13 | 1930 | 1965 | -35  | 39     |
| 9  | Vekaventanas Burgos      | 26 | 13 | 13 | 2081 | 2006 | 75   | 39     |
| 10 | Viña Costeira Verín      | 26 | 9  | 17 | 1889 | 1935 | -46  | 35     |
| 11 | Urbina Maltzaga Arrasate | 26 | 9  | 17 | 1978 | 2010 | -32  | 35     |
| 12 | Elmar León B             | 26 | 9  | 17 | 1767 | 2014 | -247 | 35     |
| 13 | JT Ponferrada            | 26 | 6  | 20 | 1765 | 1917 | -152 | 32     |
| 14 | Fórum Valladolid B       | 26 | 3  | 23 | 1632 | 2050 | -418 | 29     |

### Conferencia Este
|    | Equipo                     | J  | G  | P  | PF   | PC   | DP   | Puntos |
| -- | -------------------------- | -- | -- | -- | ---- | ---- | ---- | ------ |
| 1  | CB Tarragona               | 26 | 18 | 8  | 2212 | 2086 | 126  | 44     |
| 2  | Llobregat Centre Comercial | 26 | 17 | 9  | 2102 | 1897 | 205  | 43     |
| 3  | ACB Llíria                 | 26 | 16 | 10 | 2117 | 2052 | 65   | 42     |
| 4  | CB Montcada                | 26 | 16 | 10 | 2216 | 2154 | 62   | 42     |
| 5  | Óptica Gandía              | 26 | 15 | 11 | 2162 | 2085 | 77   | 41     |
| 6  | CB Calpe                   | 26 | 15 | 11 | 1932 | 1922 | 10   | 41     |
| 7  | CB Mollet                  | 26 | 13 | 13 | 2235 | 2148 | 87   | 39     |
| 8  | Sant Josep Badalona        | 26 | 13 | 13 | 2132 | 2135 | -3   | 39     |
| 9  | Balneario Archena          | 26 | 12 | 14 | 2088 | 2117 | -29  | 38     |
| 10 | Sant Josep Girona B        | 26 | 12 | 14 | 2255 | 2240 | 15   | 38     |
| 11 | CB Zaragoza B              | 26 | 11 | 15 | 2106 | 2214 | -108 | 37     |
| 12 | La Salle Mahón             | 26 | 9  | 17 | 1947 | 2112 | -165 | 35     |
| 13 | Sonita L'Horta             | 26 | 9  | 17 | 1924 | 2028 | -104 | 35     |
| 14 | Arroz Dacsa Almàssera      | 26 | 6  | 20 | 1909 | 2147 | -238 | 32     |

### Conferencia Centro
|    | Equipo                       | J  | G  | P  | PF   | PC   | DP   | Puntos |
| -- | ---------------------------- | -- | -- | -- | ---- | ---- | ---- | ------ |
| 1  | Pryca Albacete               | 26 | 21 | 5  | 2355 | 2093 | 262  | 47     |
| 2  | Baloncesto Fuenlabrada       | 26 | 20 | 6  | 2329 | 2005 | 324  | 46     |
| 3  | CB Guadalajara               | 26 | 17 | 9  | 2133 | 2053 | 80   | 43     |
| 4  | Plasencia                    | 26 | 16 | 10 | 2098 | 1899 | 199  | 42     |
| 5  | Grupo Inmobiliario San Román | 26 | 16 | 10 | 2158 | 1965 | 193  | 42     |
| 6  | Doncel La Serena             | 26 | 15 | 11 | 2241 | 2166 | 75   | 41     |
| 7  | Real Canoe NC                | 26 | 14 | 12 | 2036 | 2048 | -12  | 40     |
| 8  | Juventud Alcalá              | 26 | 12 | 14 | 2033 | 2081 | -48  | 38     |
| 9  | Estudiantes Caja Postal B    | 26 | 12 | 14 | 1975 | 2012 | -37  | 38     |
| 10 | CB San Fernando              | 26 | 12 | 14 | 2133 | 2187 | -54  | 38     |
| 11 | Tecnur CABA Albacete         | 26 | 11 | 15 | 1961 | 2187 | -226 | 37     |
| 12 | Basander Pozuelo             | 26 | 7  | 19 | 1916 | 2024 | -108 | 33     |
| 13 | Disermoda Alcobendas         | 26 | 7  | 19 | 1882 | 2168 | -286 | 33     |
| 14 | Huarte Azuqueca              | 26 | 2  | 24 | 1883 | 2372 | -489 | 28     |

### Conferencia Sur
|    | Equipo                    | J  | G  | P  | PF   | PC   | DP   | Puntos |
| -- | ------------------------- | -- | -- | -- | ---- | ---- | ---- | ------ |
| 1  | Tenerife Canarias         | 26 | 24 | 2  | 2284 | 1996 | 288  | 50     |
| 2  | Gran Canaria              | 26 | 19 | 7  | 2158 | 2049 | 109  | 45     |
| 3  | Spar Granada              | 26 | 18 | 8  | 2220 | 2048 | 172  | 44     |
| 4  | Ernesto Electrodomésticos | 26 | 17 | 9  | 2133 | 2042 | 91   | 43     |
| 5  | Santa Adela Motril        | 26 | 15 | 11 | 2085 | 1978 | 107  | 41     |
| 6  | Melilla Baloncesto        | 26 | 15 | 11 | 2165 | 2139 | 26   | 41     |
| 7  | Unicaja Málaga B          | 26 | 14 | 12 | 2199 | 2140 | 59   | 40     |
| 8  | Almerimar                 | 26 | 13 | 13 | 2031 | 2144 | -113 | 39     |
| 9  | El Monte Huelva           | 26 | 11 | 15 | 2075 | 2018 | 57   | 37     |
| 10 | UDEA Algeciras            | 26 | 10 | 16 | 2207 | 2314 | -107 | 36     |
| 11 | CB Marbella               | 26 | 9  | 17 | 2185 | 2283 | -98  | 35     |
| 12 | Cajasur Córdoba           | 26 | 7  | 19 | 2011 | 2102 | -91  | 33     |
| 13 | Caleta de Fuste           | 26 | 6  | 20 | 2112 | 2296 | -184 | 32     |
| 14 | Caja San Fernando B       | 26 | 4  | 22 | 1904 | 2220 | -316 | 30     |

## Fase de clasificación
|   | Equipo            | J  | G | P | PF  | PC  | DP  | Puntos |
| - | ----------------- | -- | - | - | --- | --- | --- | ------ |
| 1 | Llobregat C. Com. | 10 | 6 | 4 | 776 | 728 | 48  | 16     |
| 2 | Trébol Gijón      | 10 | 6 | 4 | 861 | 827 | 34  | 16     |
| 3 | Bilbao Patronato  | 10 | 5 | 5 | 763 | 788 | -25 | 15     |
| 4 | Caja Cantabria    | 10 | 5 | 5 | 745 | 758 | -13 | 15     |
| 5 | CB Calpe          | 10 | 5 | 5 | 740 | 758 | -18 | 15     |
| 6 | CB Montcada       | 10 | 3 | 7 | 811 | 837 | -26 | 13     |

|   | Equipo             | J  | G | P | PF  | PC  | DP  | Puntos |
| - | ------------------ | -- | - | - | --- | --- | --- | ------ |
| 1 | Leymakao Coruña    | 10 | 7 | 3 | 731 | 715 | 16  | 17     |
| 2 | ACB Llíria         | 10 | 6 | 4 | 749 | 755 | -6  | 16     |
| 3 | CB Tarragona       | 10 | 5 | 5 | 798 | 804 | -6  | 15     |
| 4 | Óptica Gandía      | 10 | 4 | 6 | 763 | 752 | 11  | 14     |
| 5 | Vino de Toro       | 10 | 4 | 6 | 803 | 801 | 2   | 14     |
| 6 | Concello de Portas | 10 | 4 | 6 | 764 | 801 | -37 | 14     |

|   | Equipo             | J  | G | P | PF  | PC  | DP  | Puntos |
| - | ------------------ | -- | - | - | --- | --- | --- | ------ |
| 1 | Gran Canaria       | 10 | 7 | 3 | 802 | 751 | 51  | 17     |
| 2 | Ernesto Electrod.  | 10 | 6 | 4 | 833 | 802 | 31  | 16     |
| 3 | Pryca Albacete     | 10 | 5 | 5 | 889 | 872 | 17  | 15     |
| 4 | CB Guadalajara     | 10 | 5 | 5 | 783 | 824 | -41 | 15     |
| 5 | Grupo I. S. Román  | 10 | 4 | 6 | 764 | 790 | -26 | 14     |
| 6 | Melilla Baloncesto | 10 | 3 | 7 | 793 | 825 | -32 | 13     |

|   | Equipo             | J  | G | P | PF  | PC  | DP   | Puntos |
| - | ------------------ | -- | - | - | --- | --- | ---- | ------ |
| 1 | Tenerife Canarias  | 10 | 8 | 2 | 864 | 772 | 92   | 18     |
| 2 | Plasencia          | 10 | 6 | 4 | 829 | 828 | 1    | 16     |
| 3 | Bal. Fuenlabrada   | 10 | 6 | 4 | 900 | 837 | 63   | 16     |
| 4 | Spar Granada       | 10 | 5 | 5 | 834 | 822 | 12   | 15     |
| 5 | Santa Adela Motril | 10 | 4 | 6 | 819 | 835 | -16  | 14     |
| 6 | Doncel La Serena   | 10 | 1 | 9 | 780 | 932 | -152 | 11     |

## Fase Final
La Final a ocho de la Liga EBA se disputó en Gijón. Los dos finalistas ascenderían a la Liga ACB.
|  | Cuartos | Cuartos                    | Cuartos |                           |    | Semifinal                  | Semifinal | Semifinal |  |    | Final        | Final | Final |  |
|  |         |                            |         |                           |    |                            |           |           |  |    |              |       |       |  |
|  |         |                            |         |                           |    |                            |           |           |  |    |              |       |       |  |
|  | 1E      | Llobregat Centre Comercial | 79      |                           |    |                            |           |           |  |    |              |       |       |  |
|  | 1E      | Llobregat Centre Comercial | 79      |                           |    |                            |           |           |  |    |              |       |       |  |
|  | 2H      | Plasencia                  | 73      |                           |    |                            |           |           |  |    |              |       |       |  |
|  | 2H      | Plasencia                  | 73      |                           | 1E | Llobregat Centre Comercial | 68        |           |  |    |              |       |       |  |
|  |         |                            |         |                           | 1E | Llobregat Centre Comercial | 68        |           |  |    |              |       |       |  |
|  |         |                            | 1G      | Gran Canaria              | 85 |                            |           |           |  |    |              |       |       |  |
|  | 1G      | Gran Canaria               | 1G      | Gran Canaria              | 85 | 76                         |           |           |  |    |              |       |       |  |
|  | 1G      | Gran Canaria               |         |                           |    |                            |           |           |  |    |              |       |       |  |
|  | 2F      | ACB Llíria                 | 69      |                           |    |                            |           |           |  |    |              |       |       |  |
|  | 2F      | ACB Llíria                 | 69      |                           |    |                            |           |           |  | 1G | Gran Canaria | 86    |       |  |
|  |         |                            |         |                           |    |                            |           |           |  | 1G | Gran Canaria | 86    |       |  |
|  |         |                            | 2E      | Trébol Gijón              | 84 |                            |           |           |  |    |              |       |       |  |
|  | 1H      | Tenerife Canarias          | 2E      | Trébol Gijón              | 84 | 72                         |           |           |  |    |              |       |       |  |
|  | 1H      | Tenerife Canarias          |         |                           |    |                            |           |           |  |    |              |       |       |  |
|  | 2E      | Trébol Gijón               | 77      |                           |    |                            |           |           |  |    |              |       |       |  |
|  | 2E      | Trébol Gijón               | 77      |                           | 2E | Trébol Gijón               | 69        |           |  |    |              |       |       |  |
|  |         |                            |         |                           | 2E | Trébol Gijón               | 69        |           |  |    |              |       |       |  |
|  |         |                            | 2G      | Ernesto Electrodomésticos | 68 |                            |           |           |  |    |              |       |       |  |
|  | 1F      | Leymakao Coruña            | 2G      | Ernesto Electrodomésticos | 68 | 72                         |           |           |  |    |              |       |       |  |
|  | 1F      | Leymakao Coruña            |         |                           |    |                            |           |           |  |    |              |       |       |  |
|  | 2G      | Ernesto Electrodomésticos  | 74      |                           |    |                            |           |           |  |    |              |       |       |  |
|  | 2G      | Ernesto Electrodomésticos  | 74      |                           |    |                            |           |           |  |    |              |       |       |  |
|  |         |                            |         |                           |    |                            |           |           |  |    |              |       |       |  |

## Fase de permanencia
| Conferencia Norte               | Conferencia Norte         | 1.er Part | 2.º Part | 3.er Part | 4.º Part | 5.º Part |
| ------------------------------- | ------------------------- | --------- | -------- | --------- | -------- | -------- |
| (9.º) Vekaventanas Burgos       | (14.º) Fórum Valladolid B | 78-72     | 60-69    | 83-62     | 74-78    | 66-56    |
| (10.º) Viña Costeira Verín      | (13.º) JT Ponferrada      | 75-73     | 72-69    | 47-64     | 59-64    | 71-67    |
| (11.º) Urbina Maltzaga Arrasate | (12.º) Elmar León B       | 72-75     | 88-68    | 76-66     | 73-72    | -        |

| Conferencia Este           | Conferencia Este             | 1.er Part | 2.º Part | 3.er Part | 4.º Part | 5.º Part |
| -------------------------- | ---------------------------- | --------- | -------- | --------- | -------- | -------- |
| (9.º) Balneario Archena    | (14.º) Arroz Dacsa Almàssera | 71-50     | 93-70    | 68-69     | 81-75    | -        |
| (10.º) Sant Josep Girona B | (13.º) Sonita L'Horta        | 82-79     | 88-77    | 75-76     | 84-78    | -        |
| (11.º) CB Zaragoza B       | (12.º) La Salle Mahón        | 67-73     | 64-63    | 81-100    | 67-83    | -        |

| Conferencia Centro              | Conferencia Centro          | 1.er Part | 2.º Part | 3.er Part | 4.º Part | 5.º Part |
| ------------------------------- | --------------------------- | --------- | -------- | --------- | -------- | -------- |
| (9.º) Estudiantes Caja Postal B | (14.º) Huarte Azuqueca      | 83-68     | XX-XX    | 96-89     | -        | -        |
| (10.º) CB San Fernando          | (13.º) Disermoda Alcobendas | 61-62     | 93-86    | 73-88     | 75-77    | -        |
| (11.º) Tecnur CABA Albacete     | (12.º) Basander Pozuelo     | 89-78     | 82-92    | 86-91     | 70-87    | -        |

| Conferencia Sur       | Conferencia Sur            | 1.er Part | 2.º Part | 3.er Part | 4.º Part | 5.º Part |
| --------------------- | -------------------------- | --------- | -------- | --------- | -------- | -------- |
| (9.º) El Monte Huelva | (14.º) Caja San Fernando B | 79-58     | 98-58    | 86-81     | -        | -        |
| (10.º) UDEA Algeciras | (13.º) Caleta de Fuste     | 99-84     | 84-88    | 92-93     | 79-82    | -        |
| (11.º) CB Marbella    | (12.º) Cajasur Córdoba     | 78-81     | 89-84    | 72-82     | 72-84    | -        |

## Postemporada
Ascendieron a Liga ACB:
- Gran Canaria (Campeones).
- Trébol Gijón (Subcampeones).

Descendieron de Liga ACB:
- Pamesa Valencia.
- Leche Río Breogán.

Descendieron a Segunda División:
- Sonita L'Horta.
- Arroz Dacsa Almàssera.
- Tecnur CABA  Albacete.
- Huarte Azuqueca.
- CB San Fernando.
- (  Fórum Valladolid B,  JT Ponferrada,  Elmar León B,  CB Zaragoza B, 
 Caja San Fernando B,  UDEA Algeciras y  CB Marbella no descendieron al ocupar vacantes).

Renunciaron a la Liga EBA:
- Sant Josep Girona B.
- Juventud Alcalá.
- Pryca Albacete.
- Vekaventanas Burgos (cedió su plaza al  CB Espolón, club de nueva creación).
- Concello de Portas (cedió su plaza al  CB Cíes Vigo, club de nueva creación).

Ascendieron desde Segunda División:
| - Sondeos del Norte Arteixo. - Clesa Ferrol. - Maristas Ford Burgos. - Valls Félix Hotel. - Pineda Viajes Aliguer. - Gráficas García Inca. - Maná Fuenlabrada. |  | - Central Hipano 20 Alcobendas. - Círculo Pacense. - Oximeca Albolote. - Cajasur Pozoblanco. - CB San Fernando. - Ciudad de las Palmas. |

Accedieron a la Liga EBA:
- CB Espolón (club de nueva creación, por la cesión de la plaza del  Vekaventanas Burgos).
- CB Cíes Vigo (club de nueva creación, por la cesión de la plaza del  Concello de Portas).

Cambios en la Liga EBA:
- El  Disermoda Alcobendas se trasladó de Alcobendas a San Fernando de Henares pasando a ser el   Disermoda San Fernando.

La Liga EBA se ampliaría  a 61 equipos en la siguiente temporada.
| Predecesor: - | Liga EBA 1994-95 | Sucesor: Temporada 1995-96 |